# Mehmet Scholl
Mehmet Tobias Scholl (rojen kot Mehmet Tobias Yüksel), nemški nogometaš in trener, * 16. oktober 1970, Karlsruhe, Zahodna Nemčija.
Scholl je člansko kariero leta 1989 začel pri klubu Karlsruher SC v nemški ligi, večji del kariere pa je odigral za Bayern München, za katerega je med letoma 1992 in 2007 odigral 334 prvenstvenih tekem in dosegel 87 golov. Z Bayernom je osvojil naslov nemškega državnega prvaka v sezonah 1993/94, 1996/97, 1998/99, 1999/00, 2000/01, 2002/03, 2004/05 in 2005/06, nemški pokal v sezonah 1997/98, 1999/2000, 2002/03, 2004/05 in 2005/06, nemški ligaški pokal v letih 1997, 1998, 1999, 2000 in 2004, Ligo prvakov v sezoni 2000/01 Pokal UEFA v sezoni 1995/96 ter iterkontinentalni pokal leta 2001.
Za nemško reprezentanco je nastopil na Poletnih olimpijskih igrah 1992 in evropskih prvenstvih v letih 1996 in 2000. Leta 1996 je z reprezentanco osvojil naslov evropskih prvakov. Skupno je za reprezentanco odigral 37 uradnih tekem in dosegel osem golov.